# Rivières de Pont-l'Abbé et de l'Odet
Rivières de Pont-l'Abbé et de l'Odet este o arie protejată (arie de protecție specială avifaunistică — SPA) din Franța întinsă pe o suprafață de 709 ha, din care 78 % marine.

## Localizare
Centrul sitului Rivières de Pont-l'Abbé et de l'Odet este situat la coordonatele 47°51′40″N 4°11′49″W / 47.86111°N 4.19694°V.

## Înființare
Situl Rivières de Pont-l'Abbé et de l'Odet a fost declarat arie de protecție specială avifaunistică în baza directivei 79/409 din 1979 referitoare la conservarea păsărilor sălbatice pentru a proteja 78 de specii de animale.

## Biodiversitate
Situată în ecoregiunea atlantică, aria protejată nu include niciun habitat protejat.
La baza desemnării sitului se află mai multe specii protejate de  păsări (78): fluierar de munte (Actitis hypoleucos), alca (Alca torda), pescăruș albastru (Alcedo atthis), rață sulițar (Anas acuta), rață lingurar (Anas clypeata), rață pitică (Anas crecca), rață fluierătoare (Anas penelope), rață mare (Anas platyrhynchos), rață pestriță (Anas strepera), stârc cenușiu (Ardea cinerea), pietruș (Arenaria interpres), rață-cu-cap-castaniu (Aythya ferina), rața moțată (Aythya fuligula), Aythya marila, buhai de baltă (Botaurus stellaris), Branta bernicla, Branta leucopsis, Bubulcus ibis, Bucephala clangula, Calidris alba, fugaci de țărm (Calidris alpina), Calidris canutus, caprimulg (Caprimulgus europaeus), prundaș gulerat mare (Charadrius hiaticula), erete de stuf (Circus aeruginosus), Clangula hyemalis, lebădă de vară (Cygnus olor), ciocănitoare neagră (Dryocopus martius), egretă mică (Egretta garzetta), șoim de iarnă (Falco columbarius), șoim călător (Falco peregrinus), lișiță (Fulica atra), becațină comună (Gallinago gallinago), găinușă de baltă (Gallinula chloropus), cufundar mare (Gavia immer), scoicar (Haematopus ostralegus), acvilă pitică (Hieraaetus pennatus), Larus argentatus, pescăruș sur (Larus canus), pescăruș negricios (Larus fuscus), Larus marinus, pescăruș-cu-cap-negru (Larus melanocephalus), Larus michahellis, pescăruș mic (Larus minutus), pescăruș râzător (Larus ridibundus), Larus sabini, sitar de mal nordic (Limosa lapponica), sitar de mâl (Limosa limosa), becațină mică (Lymnocryptes minimus), rață neagră (Melanitta nigra), Mergus serrator, culic mare (Numenius arquata), Numenius phaeopus, vultur pescar (Pandion haliaetus), viespar (Pernis apivorus), cormoran mare (Phalacrocorax carbo), Phalacrocorax carbo sinensis, bătăuș (Philomachus pugnax), lopătar (Platalea leucorodia), ploier auriu (Pluvialis apricaria), ploier argintiu (Pluvialis squatarola), corcodel-urechiat (Podiceps auritus), corcodel mare (Podiceps cristatus), corcodel-cu-gât-roșu (Podiceps grisegena), corcodel-cu-gât-negru (Podiceps nigricollis), cresteț pestriț (Porzana porzana), cristei de baltă (Rallus aquaticus), ciocântors (Recurvirostra avosetta), sitar de pădure (Scolopax rusticola), eider (Somateria mollissima), chiră de mare (Sterna sandvicensis), corcodel mic (Tachybaptus ruficollis), călifar alb (Tadorna tadorna), fluierar negru (Tringa erythropus), fluierar cu picioare verzi (Tringa nebularia), fluierarul cu picioare roșii (Tringa totanus), Uria aalge, nagâț (Vanellus vanellus).
Pe lângă speciile protejate, pe teritoriul sitului au mai fost identificate 2 specii de păsări.